# Telephus

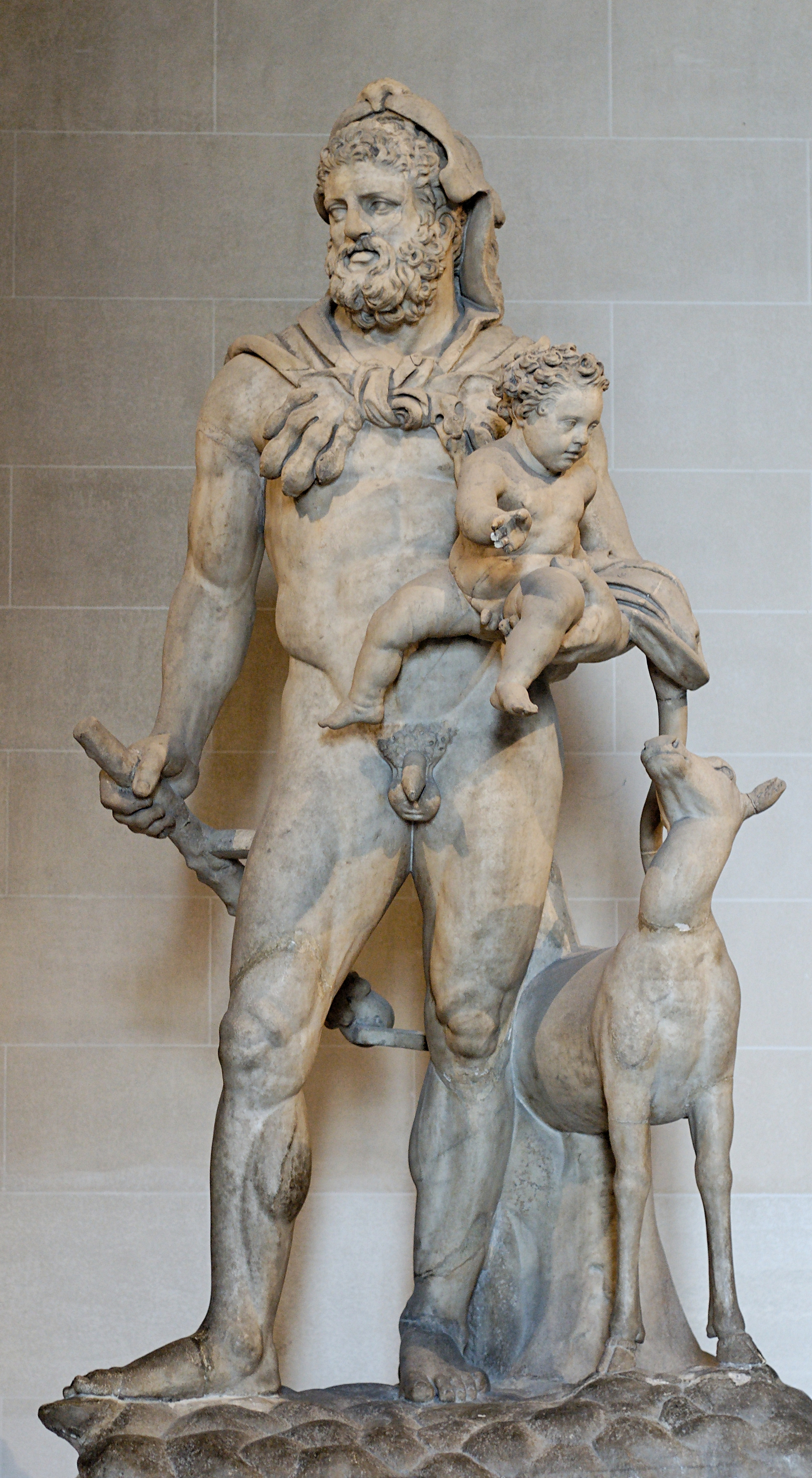
Heracle și Telephus

Telephus, în mitologia greacă, fiul lui Heracle și al lui Auge. Abandonat imediat după naștere de către mama sa pe muntele Parthenius, Telephus a fost găsit și crescut de niște păstori. Gonită între timp de acasă de regele Aleus, care descoperise dragostea vinovată a fiicei lui pentru Heracles, Auge află adăpost la curtea lui Teuthras, regele Mysiei. Acolo o regăsește Telephus, îndrumat de un oracol, după trecerea anilor. Mai târziu el se căsătorește cu una dintre fiicele regelui Priamus. E rănit o dată de către Achilles, dar eroul îl vindecă apoi el însuși, deoarece oracolul prezisese că Troia nu va putea fi cucerită dacă, printre altele, nu se va recurge la ajutorul lui Telephus. Într-adevăr, după ce a fost vindecat, Telephus le-a servit drept călăuză grecilor, arătându-le drumul și conducându-i de la Aulis spre Troia.
1. 1 2  IeSBE / Telefos[*] Verificați valoarea |titlelink= (ajutor)
2. 1 2  IeSBE / Avga[*] Verificați valoarea |titlelink= (ajutor)
3. 1 2  Gründliches mythologisches Lexicon[*] Verificați valoarea |titlelink= (ajutor);